# Trou noir intermédiaire
Pour les articles homonymes, voir Trou noir (homonymie).
En astrophysique, un trou noir (de masse) intermédiaire désigne un trou noir de quelques milliers de masses solaires, c'est-à-dire avec une masse se situant entre celle des trous noirs stellaires et les trous noirs supermassifs.

## Contexte
Les recherches actuelles montrent que les trous noirs stellaires les plus massifs n'ont qu'une dizaine de masses solaires. Le microquasar GRS 1915+105 est, à l'heure actuelle, probablement le trou noir stellaire le plus massif. D'un autre côté, les trous noirs supermassifs se trouvent au centre des galaxies. Mais le processus de formation de ces derniers n'est pas clair, et il est encore incertain jusqu'à quel point l'accrétion de matière environnante est suffisante pour atteindre des masses de plusieurs millions de masses solaires.
Entre l'échelle des étoiles et celle des galaxies existe l'échelle des amas stellaires, comme les amas ouverts et les amas globulaires. Déjà dans les années 1970, certains physiciens prédirent l'existence de trous noirs de masse intermédiaire, avec une masse comprise entre 100 et 10 000 masses solaires, au sein des amas. Les premières indications en faveur de leur existence furent l'observation de sources de rayons X très brillantes (bien plus que ce que pourrait produire un trou noir stellaire atteignant la luminosité maximale appelée luminosité d'Eddington), mais ne se situant pas au centre des galaxies, comme on s'y attendrait pour un trou noir supermassif. Ces sources furent appelées «Ultra-luminous X-ray sources» (ULX) en anglais.

## Formation
Les astronomes pensent aujourd'hui qu'à part quelques cas très particuliers (comme l'Étoile du Pistolet ou l'étoile Wolf-Rayet WR 20a), les étoiles n'atteignent jamais des masses supérieures à 150-200 masses solaires. Les trous noirs intermédiaires ne peuvent donc pas se former par simple effondrement d'étoiles massives. Cependant, en plus de la possibilité de se former par accrétion (cannibalisme) d'objets au centre des amas stellaires, certains astronomes invoquent la possibilité des étoiles de population III. Ces étoiles sont les premières étoiles formées au début de l'univers. À ce stade-là, la métallicité de l'univers résultant de la nucléosynthèse primordiale se situait en deçà de la métallicité critique {\displaystyle Z\approx 10^{-5}Z_{o}} où {\displaystyle Z_{o}} est la métallicité solaire. Sous cette limite, le refroidissement par les raies métalliques n'est pas efficace, et la formation d'étoiles de plusieurs centaines de masses solaires serait alors possible. Puisqu'on n'a toujours pas encore observé directement d'étoiles de population III, ce mode de formation reste hypothétique.
La question de la formation des trous noirs intermédiaires est particulièrement importante puisque celle des trous noirs supermassifs est encore peu claire. Il est tentant de penser que les trous noirs supermassifs se forment par coalescence de trous noirs intermédiaires.

## Résultats récents
En novembre 2004, une équipe d'astronomes rapporta la découverte du premier trou noir intermédiaire, orbitant à 0,4 année-lumière seulement du centre de notre galaxie, la Voie lactée. C'est un trou noir de 1300 masses solaires, dans un amas de 7 étoiles, qui fut probablement un véritable amas par le passé, mais qui a été « dénudé » de ses étoiles par le trou noir du centre de la galaxie. Cette observation supporte donc l'idée que les trous noirs supermassifs se forment en absorbant des trous noirs plus petits. Le problème est qu'un groupe de chercheurs allemands a remis en cause ce résultat se basant sur l'étude dynamique du petit amas où est censé se situer le trou noir intermédiaire. Le débat reste ouvert sur cette source.
Plus récemment en janvier 2006, une équipe menée par le Prof. Philip Kaaret de l'université de l'Iowa aux États-Unis, a annoncé la découverte d'oscillations quasi périodiques (Quasi Periodic Oscillations, QPOs, en anglais) depuis un candidat de trou noir intermédiaire localisé en utilisant le satellite Rossi X-ray Timing Explorer (RXTE). Le candidat trou noir, appelé M82 X-1, possède une étoile supergéante rouge qui orbite autour de lui et qui est en train de perdre son atmosphère en sa faveur. Bien que l'existence de QPOs soit maintenant bien acceptée dans la communauté des astronomes, l'interprétation de ces QPOs dans le cas de M82 X-1 est encore incertaine. Si la période observée est véritable, elle pourrait représenter en fait la période orbitale, ou même la période superorbitale du disque d'accrétion, comme cela été vu dans d'autres microquasars.
En avril 2008, des analyses faites avec le télescope spatial Hubble et le télescope Gemini South ont montré que le fameux amas globulaire Oméga du Centaure pouvait contenir un trou noir intermédiaire de 40 000 masses solaires. Ce résultat provient de l'analyse de la cinématique des étoiles du cœur de l'amas.
Durant les années 2010, la présence d'un trou noir intermédiaire dans l'amas globulaire M62 est débattue.
Un autre candidat suspect découvert en 2016 est l'objet situé dans le nuage moléculaire géant CO-0.40-0.22 situé à 200 années-lumière de Sagittarius A*. Sa masse atteindrait 100 000 masses solaires.
En 2018 une émission de rayons X consécutive à la destruction d'une étoile par un trou noir intermédiaire d'environ 50 000 masses solaires a été observée en périphérie d'une galaxie.
En 2019, un trou noir intermédiaire d'une masse mesurée de 10 000 M☉ est détecté dans la galaxie NGC 4395.
En 2021, une étude rétrospective sur 2 679 sursauts gamma a permis d'identifier un sursaut altéré par un effet de lentille gravitationnelle, très probablement dû à un trou noir d'environ 55 000 M☉
En 2023, un groupe de chercheurs piloté par le STLcl, identifient au centre de l'amas le plus proche de la Terre, l'amas globulaire Messier 4, une masse sombre homogène d'environ 800 M☉ correspondant à un trou noir de masse intermédiaire,.